# Esdoorn (hout)

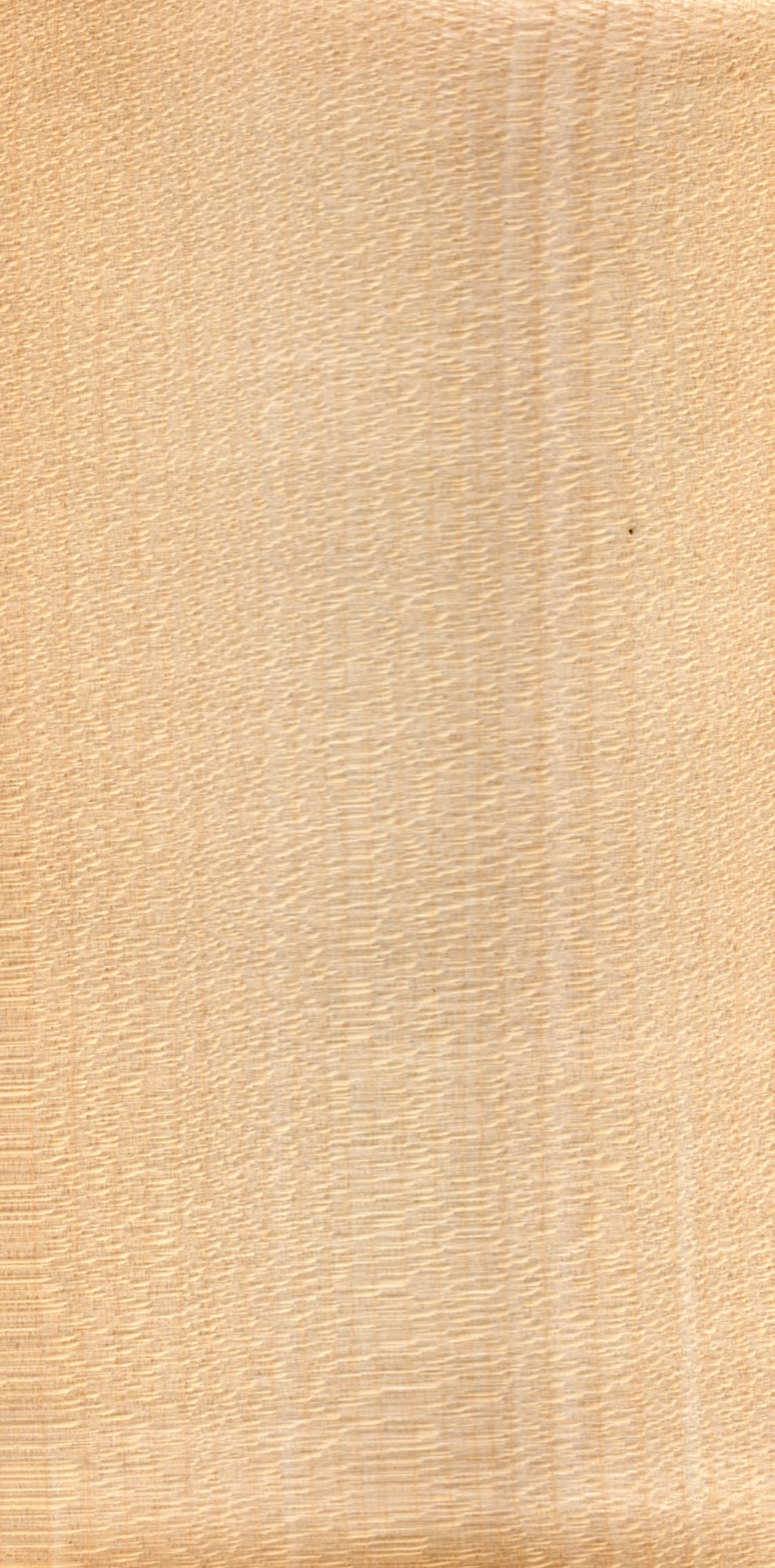
Kwartiers vlak

Esdoorn, of ook wel esdoornhout, is een houtsoort. Preciezer gezegd is het een verzamelnaam voor meerdere houtsoorten, afkomstig van bomen in het geslacht Esdoorn (Acer). Slechts een beperkt aantal esdoornsoorten wordt groot genoeg om daadwerkelijk bruikbaar hout te leveren.
Het hout is licht van kleur, gemakkelijk te bewerken en goed af te werken; het is tamelijk sterk, maar niet erg duurzaam, klasse 5. Het is zeer bruikbaar voor meubels, en wordt ook gebruikt voor het maken van keukens omdat het een lichte kleur heeft.
Daarbij wordt verschil gemaakt tussen Europees esdoorn, afkomstig van Europese esdoornsoorten en hout ingevoerd uit Amerika (maple). In deze laatste categorie is het zogenaamde hard maple (van de suikeresdoorn, Acer saccharum) beduidend anders dan de rest, omdat het zwaarder en sterker is: een bekende toepassing is de vloer in bowlingbanen. Wanneer het een mooie golftekening heeft wordt het onder andere voor topdekken, halzen en rugbladen van gitaren gebruikt.

## Externe link

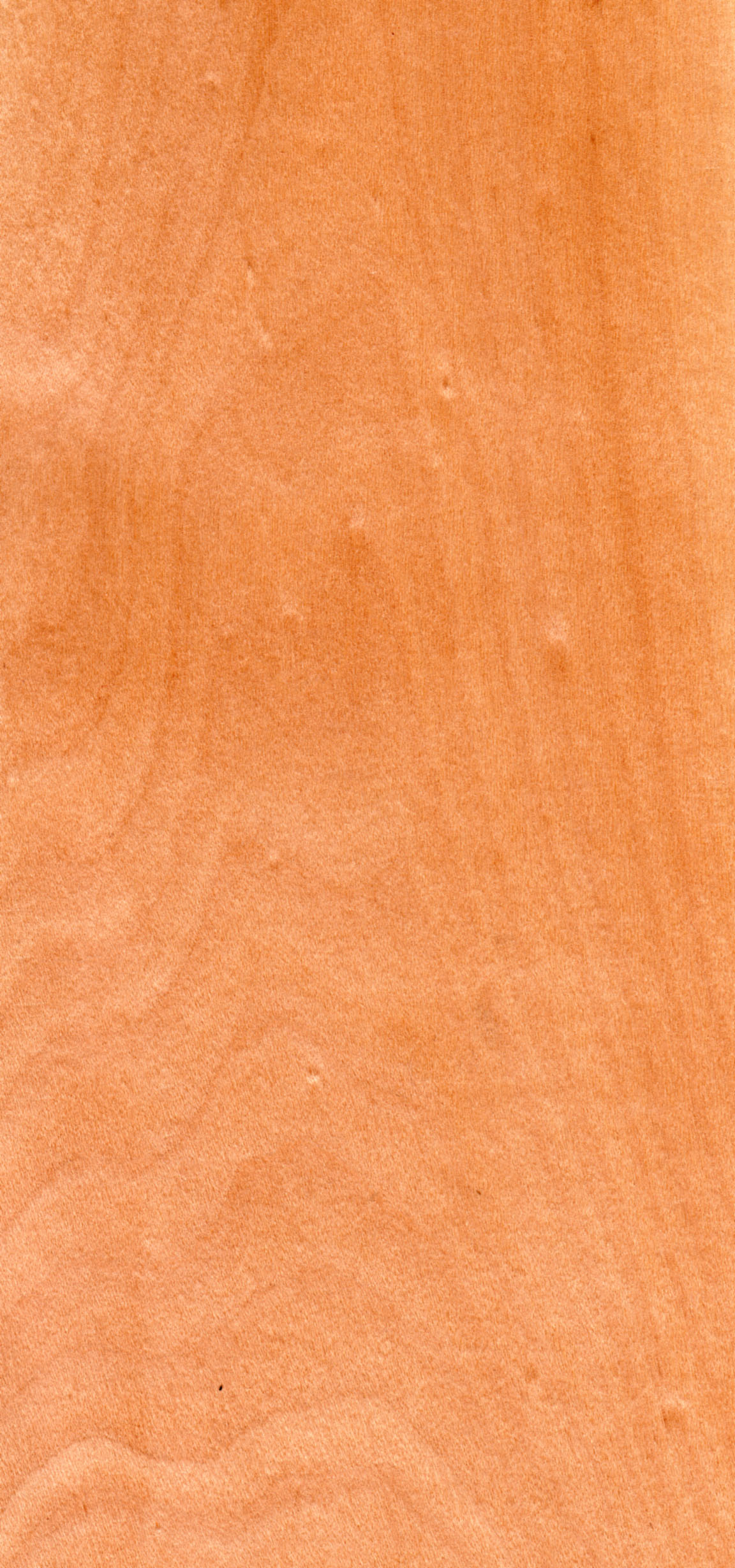
Dosse vlak
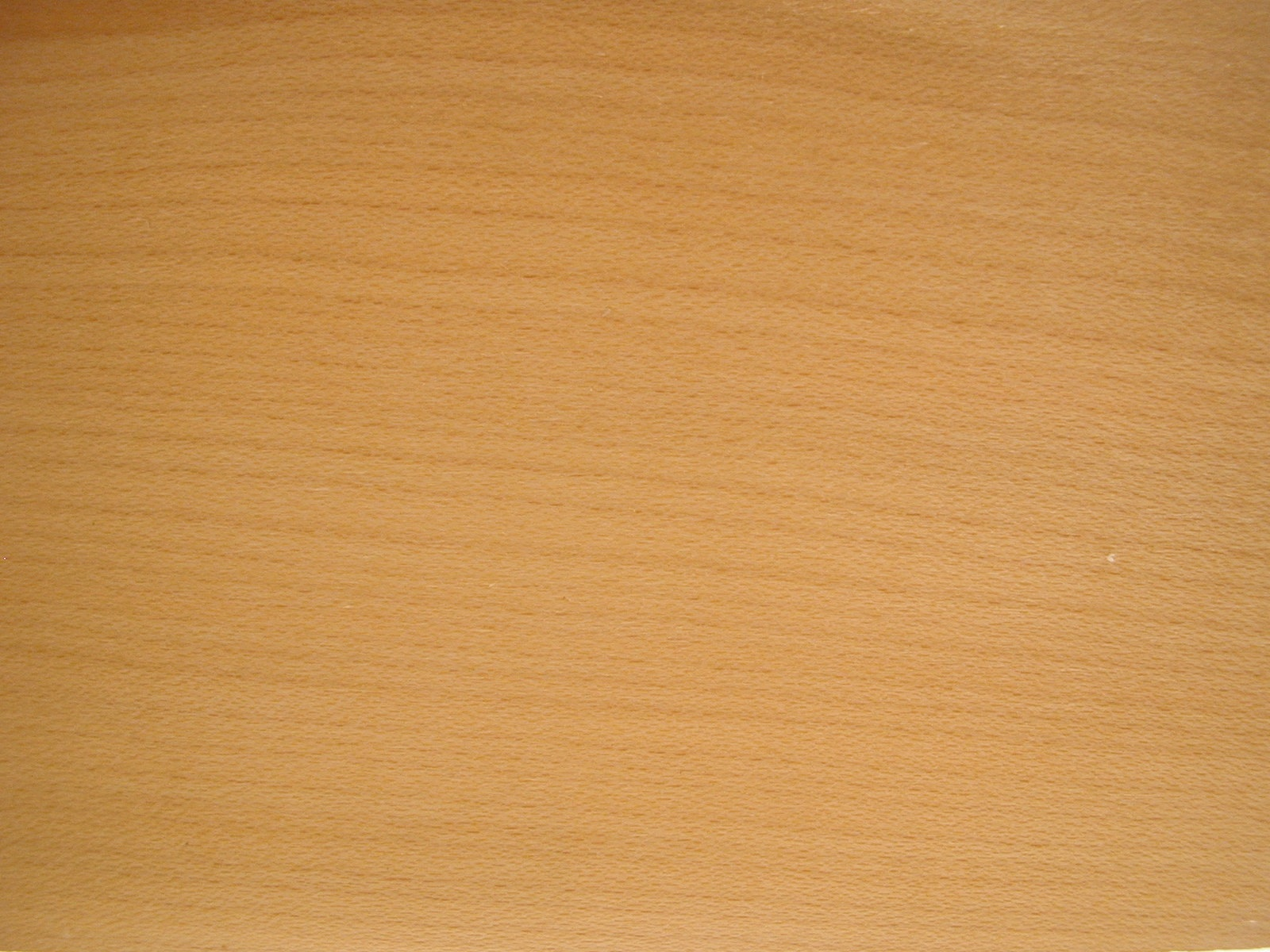
Esdoorn, afgewerkt met olie
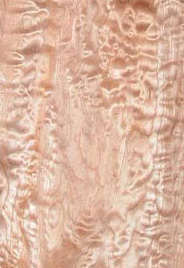
Gefigureerd hout
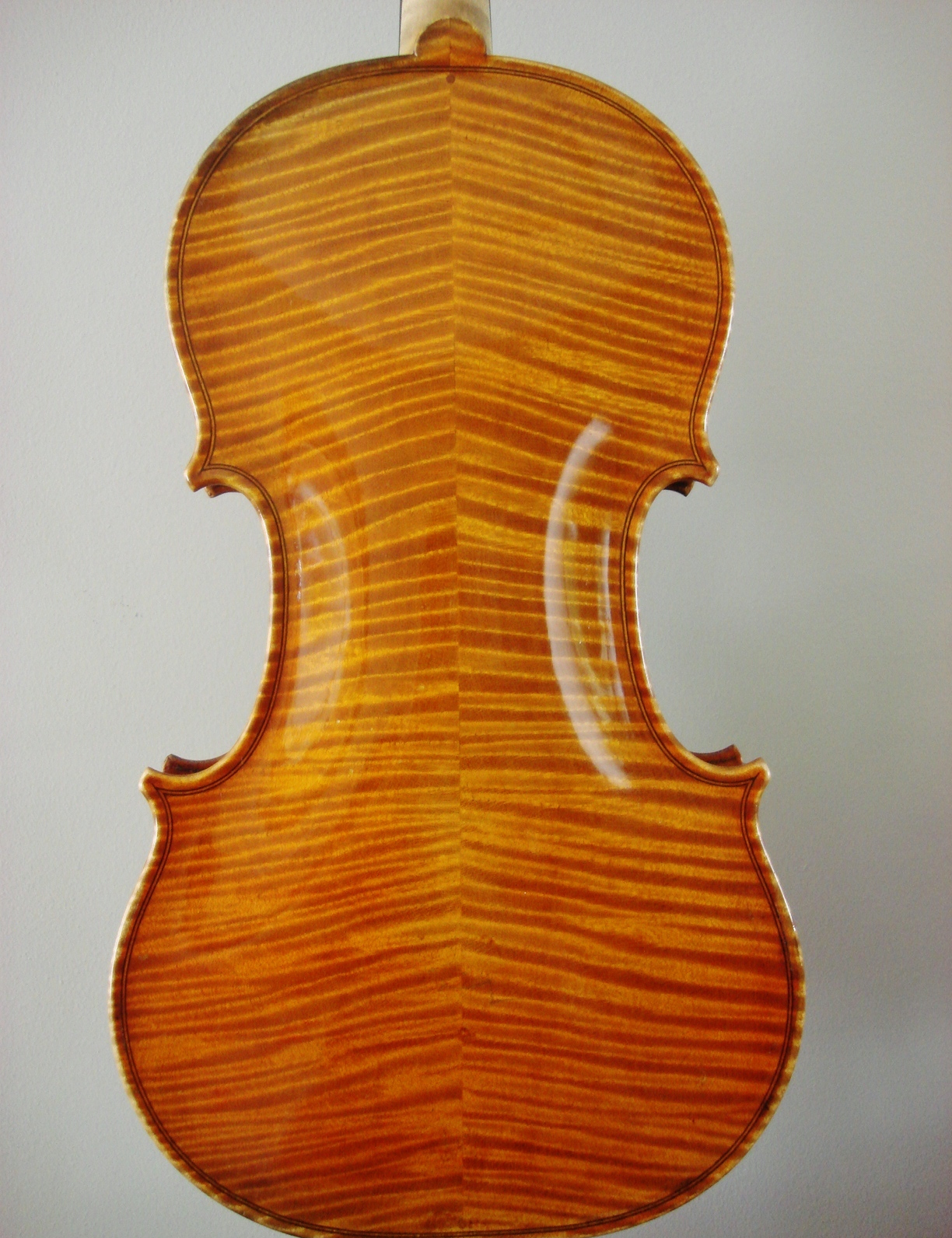
Viool met 'fiddleback' esdoorn
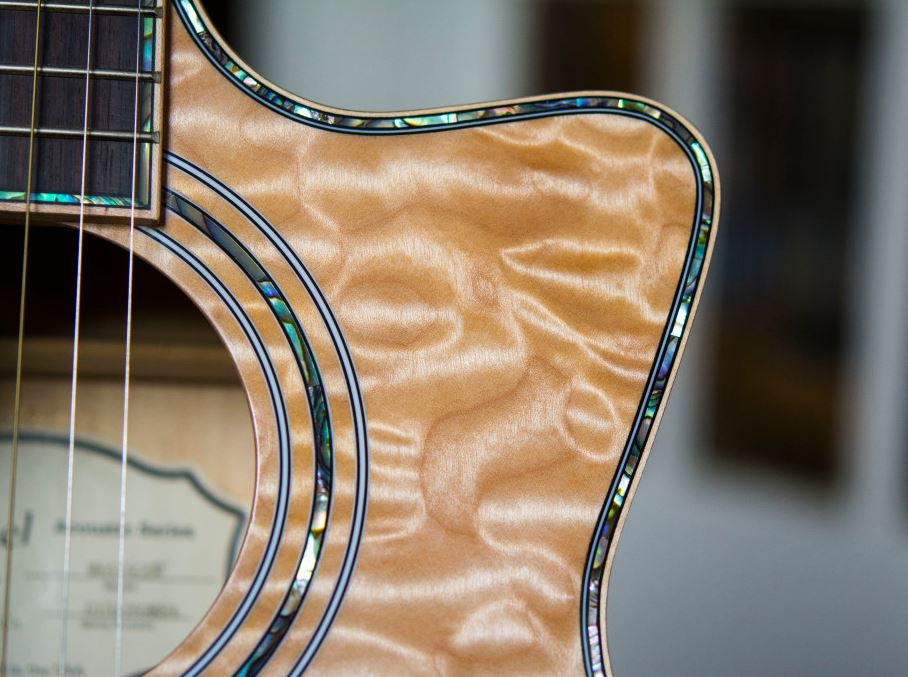
Gitaar met gefigureerd esdoorn
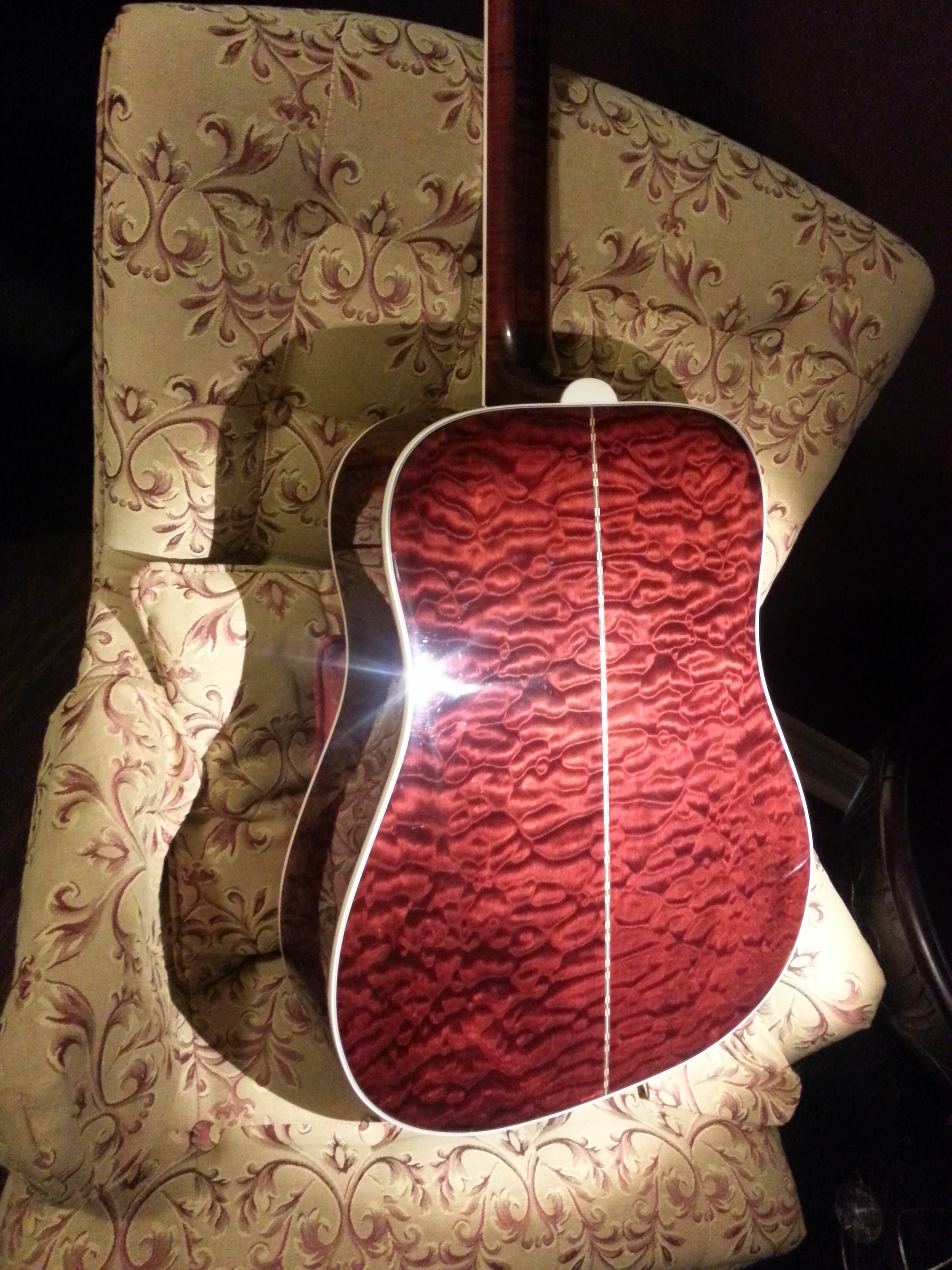
Nog een gitaar
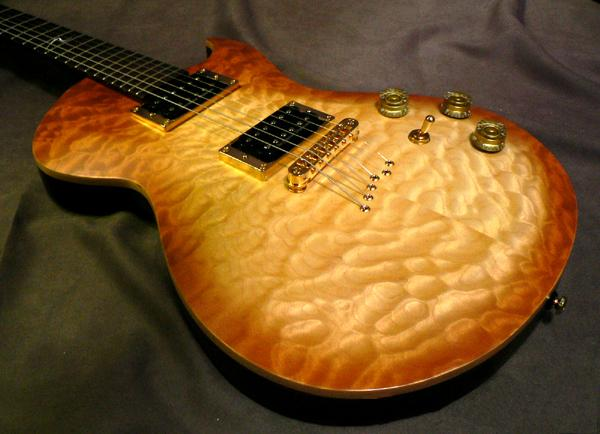
En nog een
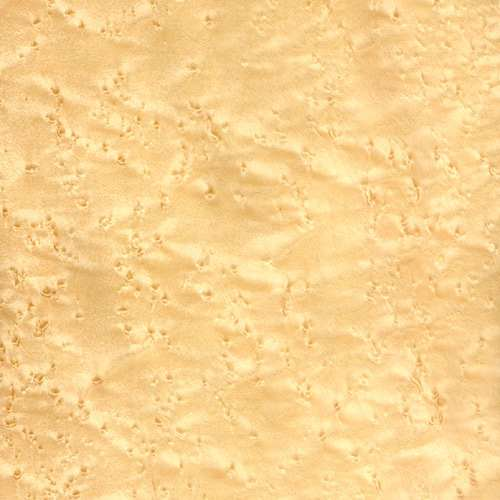
Zogenaamd 'vogeloog' esdoorn
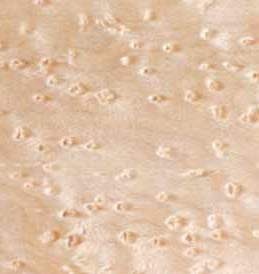
Idem
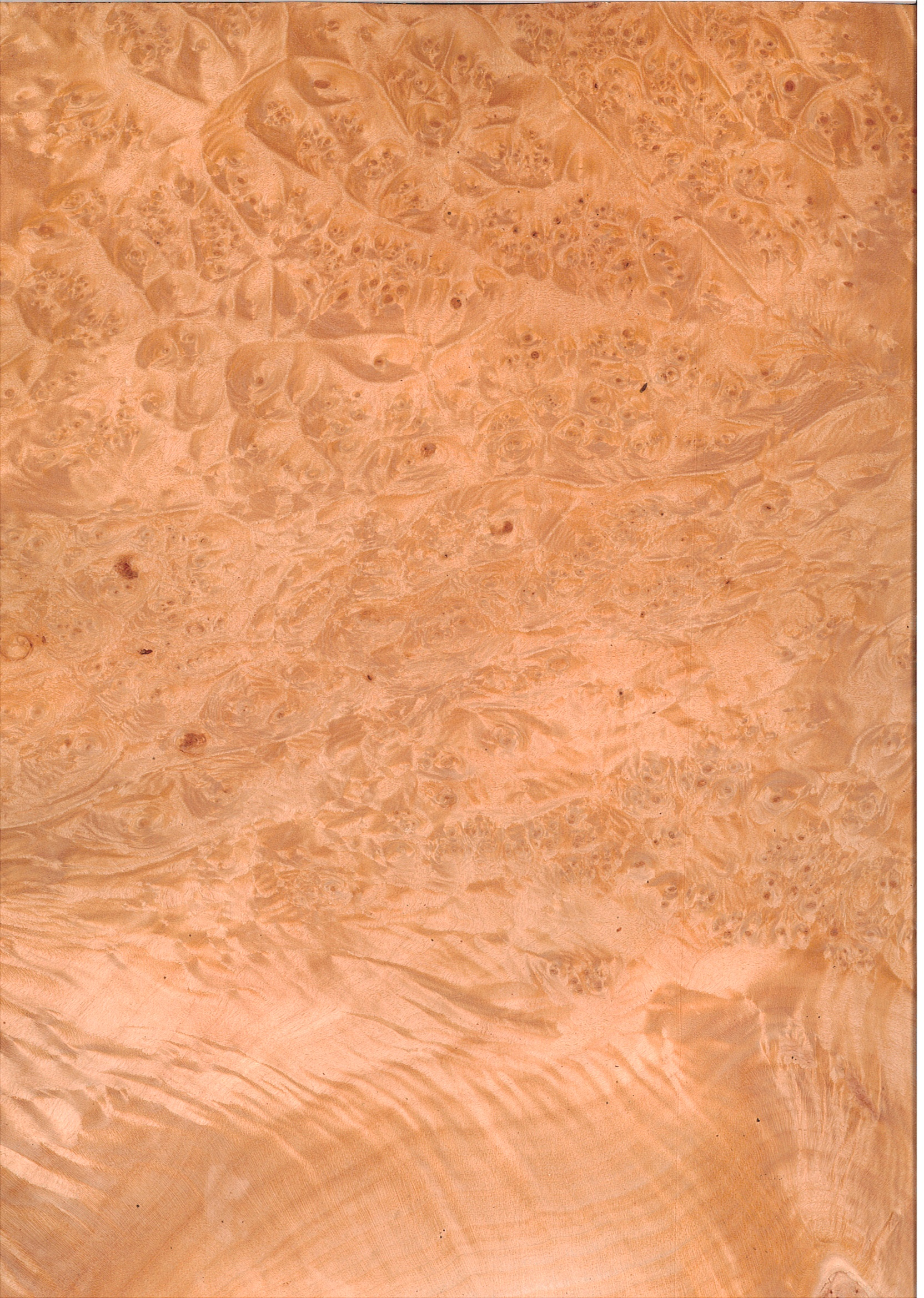
Wortelesdoorn
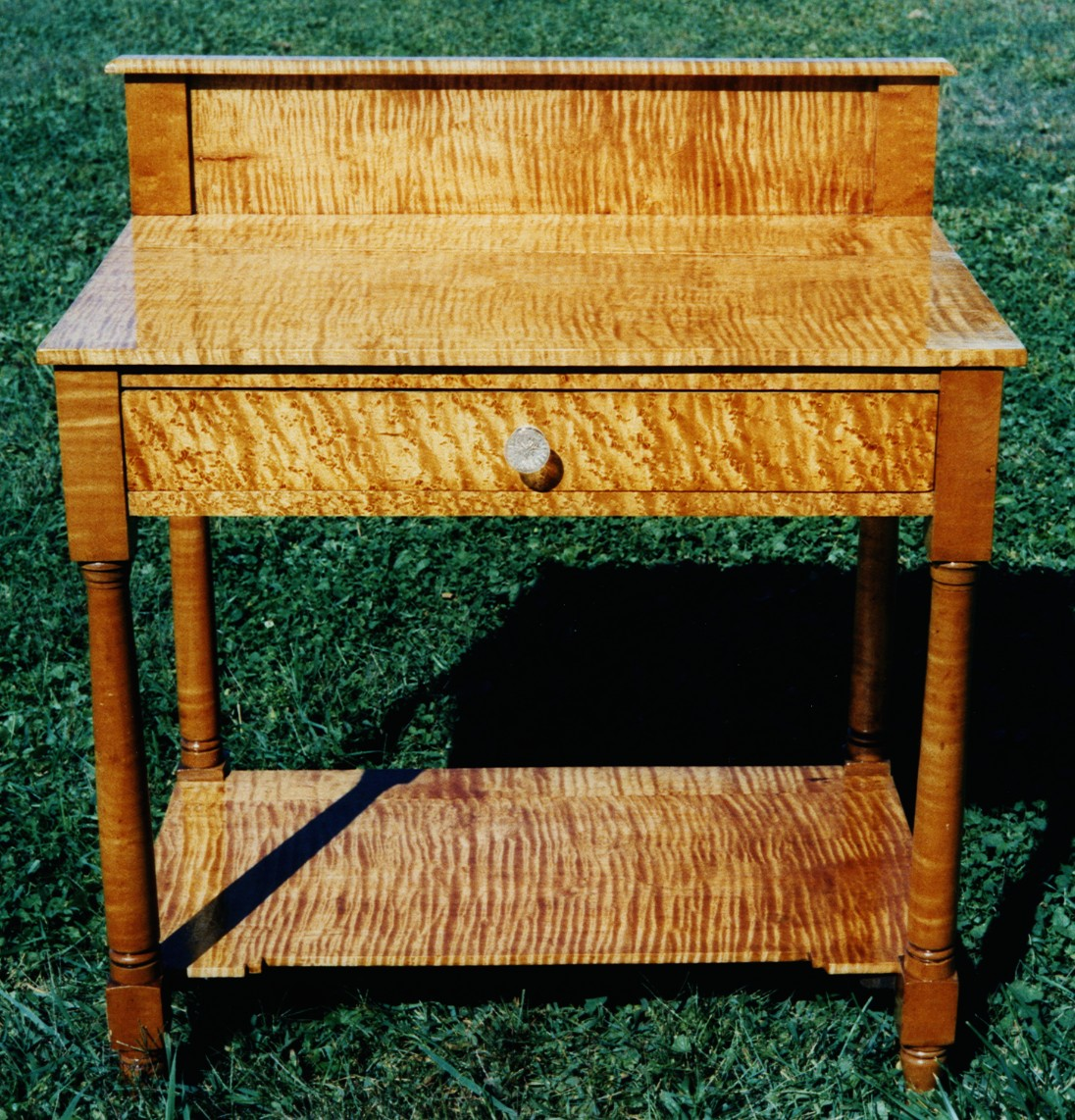
Meubel met diverse soorten gefigureerd esdoorn
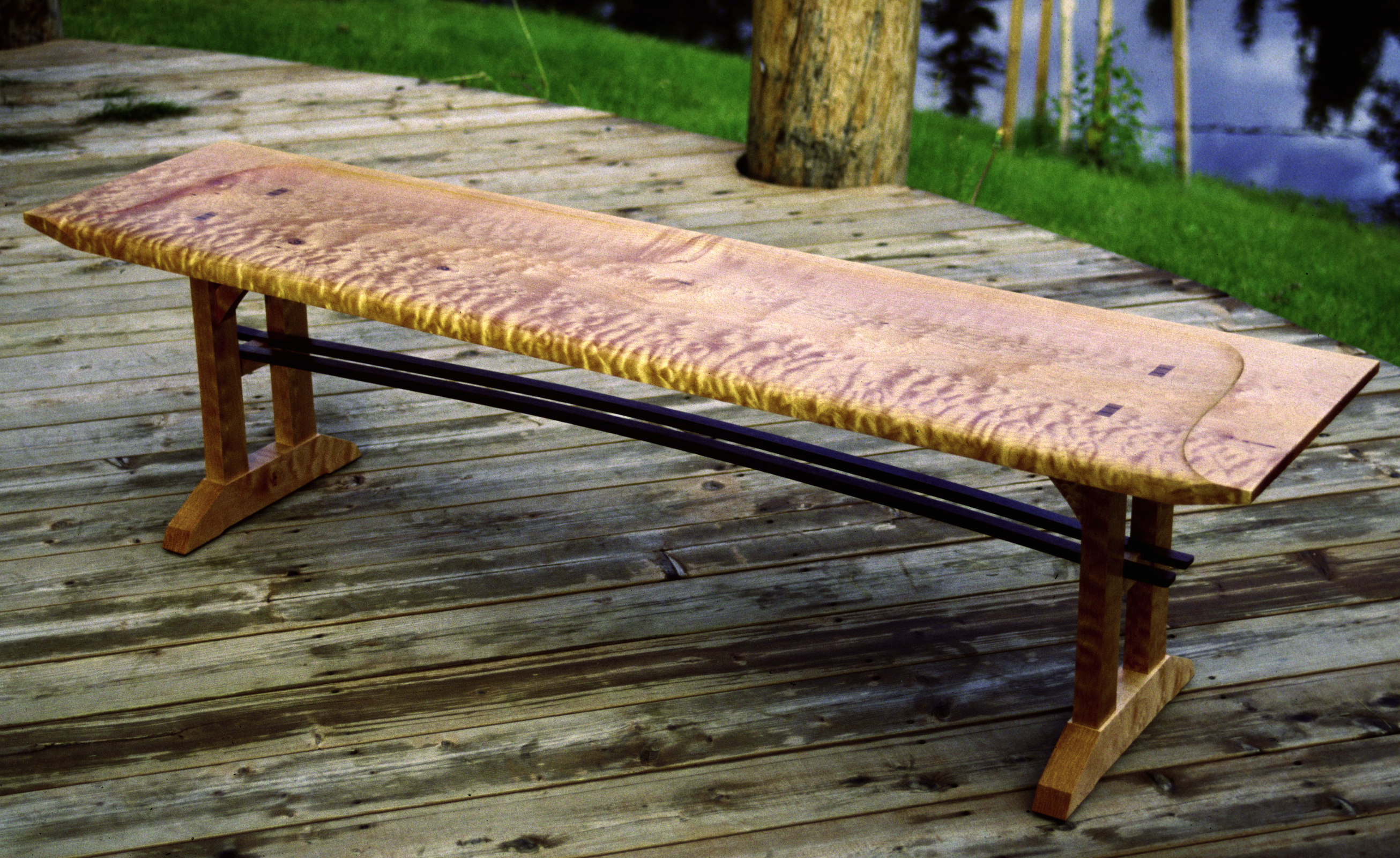
Nog een meubel met gefigureerd esdoorn
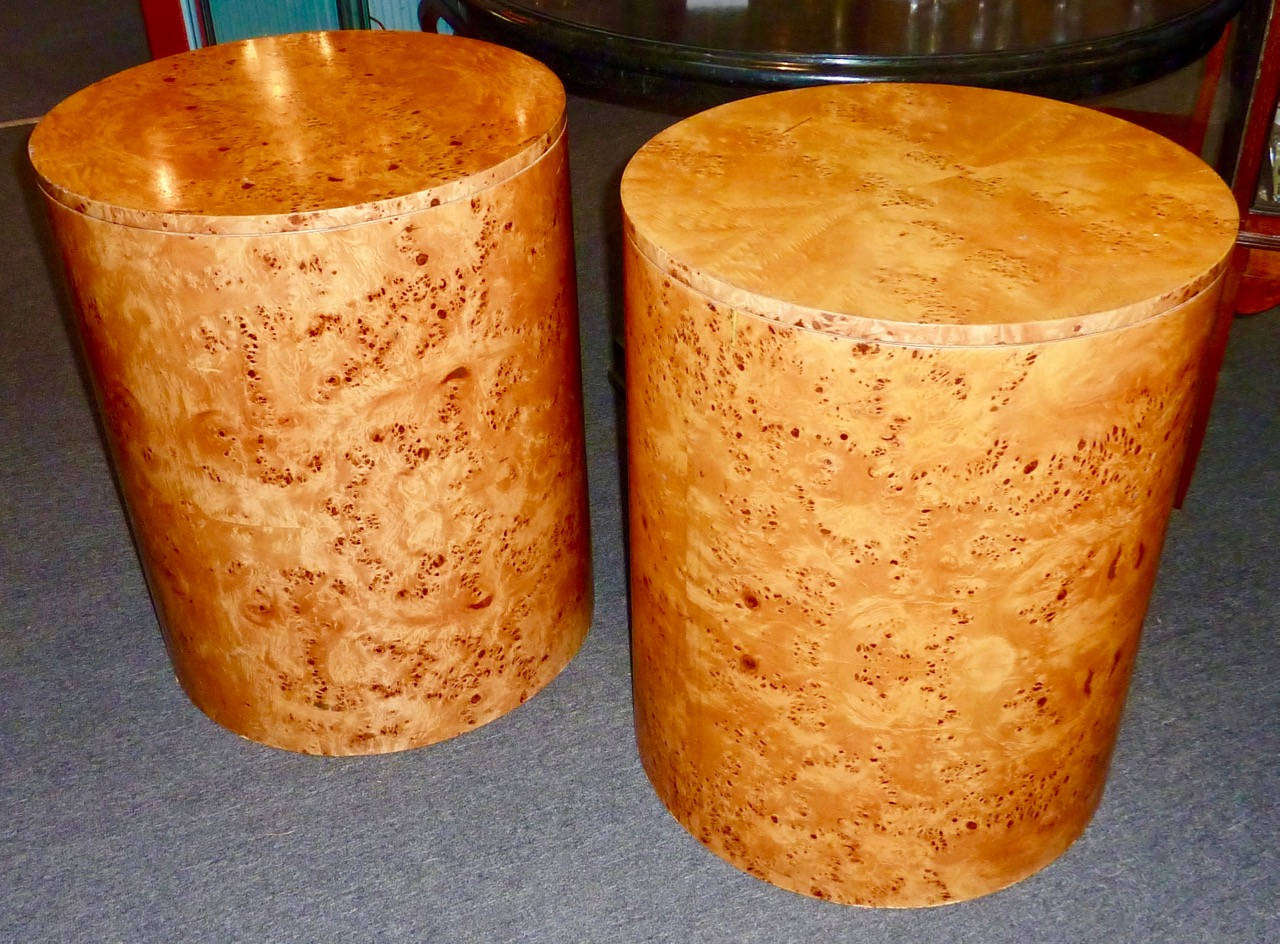
Twee tafeltjes met vogeloogesdoorn
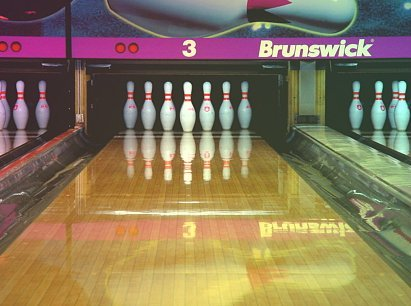
Bowlingbaan met een vloer van esdoorn (mogelijk ook hier suikeresdoorn)